# Водное поло на летних Олимпийских играх 1920
На летних Олимпийских играх 1920 года соревнования по водному поло проводились только среди мужчин.

## Медалисты
|         | Золото         | Серебро | Бронза |
| Мужчины | Великобритания | Бельгия | Швеция |